# Heilig Hartbeeld (Klein Haasdal)
Het Heilig Hartbeeld is een standbeeld in het Nederlandse gehucht Klein Haasdal bij Schimmert.

## Achtergrond
Het Heilig Hartbeeld werd op 7 juni 1928 ingezegend door pastoor Roebroeck van Schimmert. Het heeft sindsdien op een aantal plaatsen gestaan. Begin 21e eeuw werd het beeld geadopteerd door de buurtvereniging Klein Haasdal, die verantwoordelijk is voor het onderhoud.

## Beschrijving
Het betonnen beeld toont een Christusfiguur met gespreide armen, staand op een halve bol met wolken. Op de bol zijn in reliëf een kelk en doornenkroon en de tekst "Ich wis daste kaoms" ( ik wist dat je zou komen ) aangebracht. Het beeld is beschilderd, het heilig hart op de borst in vlammend rood.

## Foto's

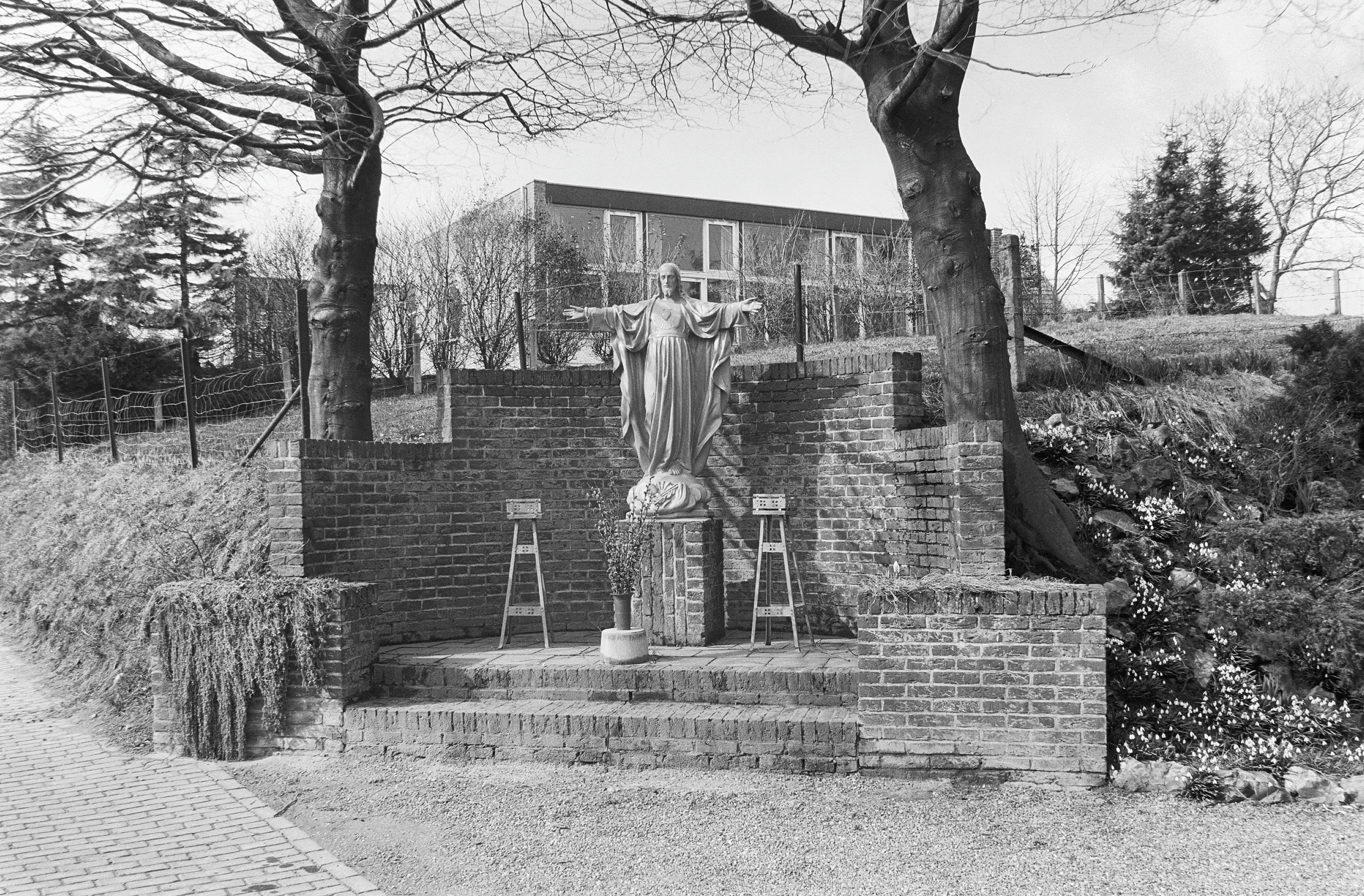
De situatie in 1982
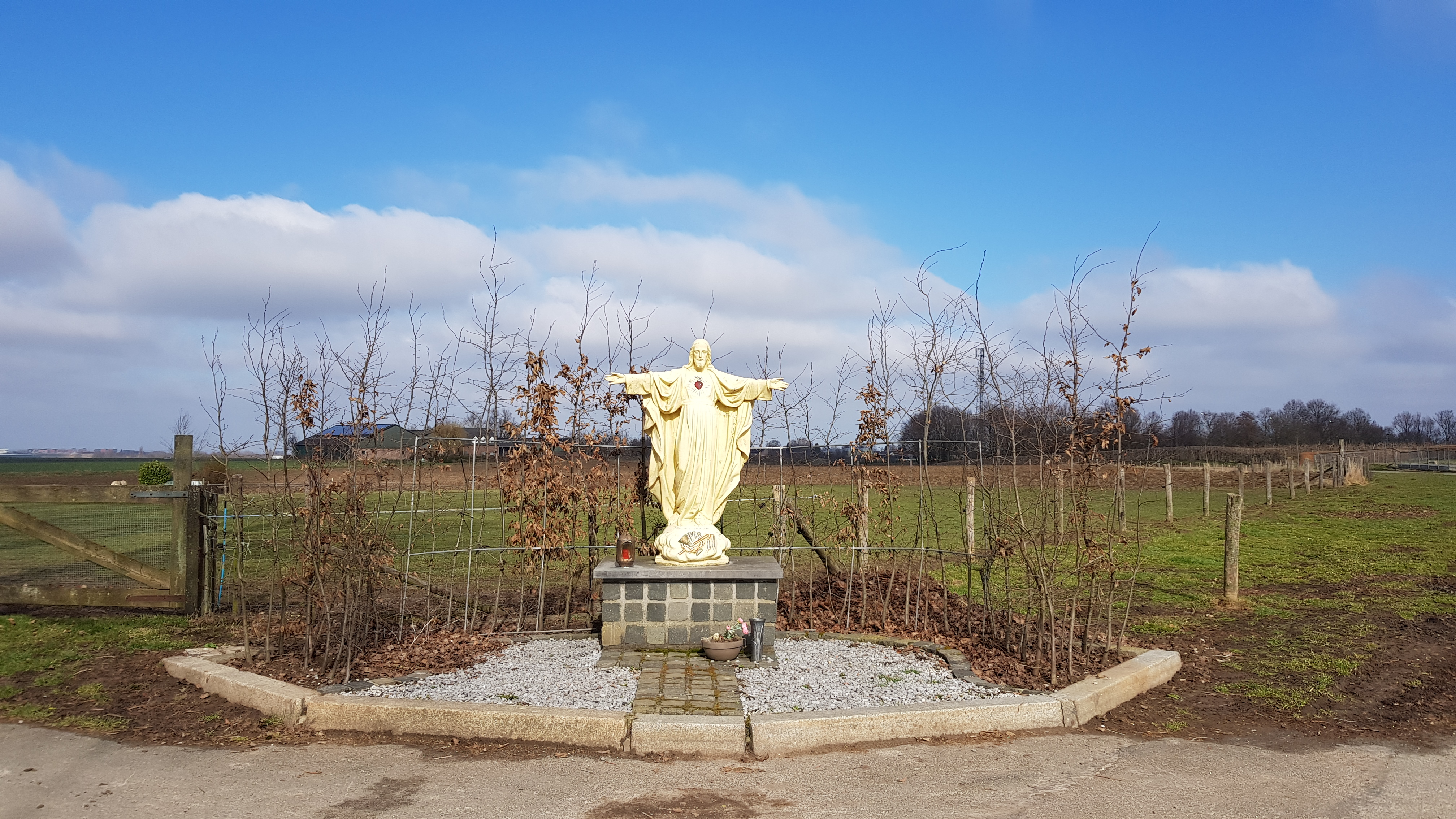
Het beeld in 2021
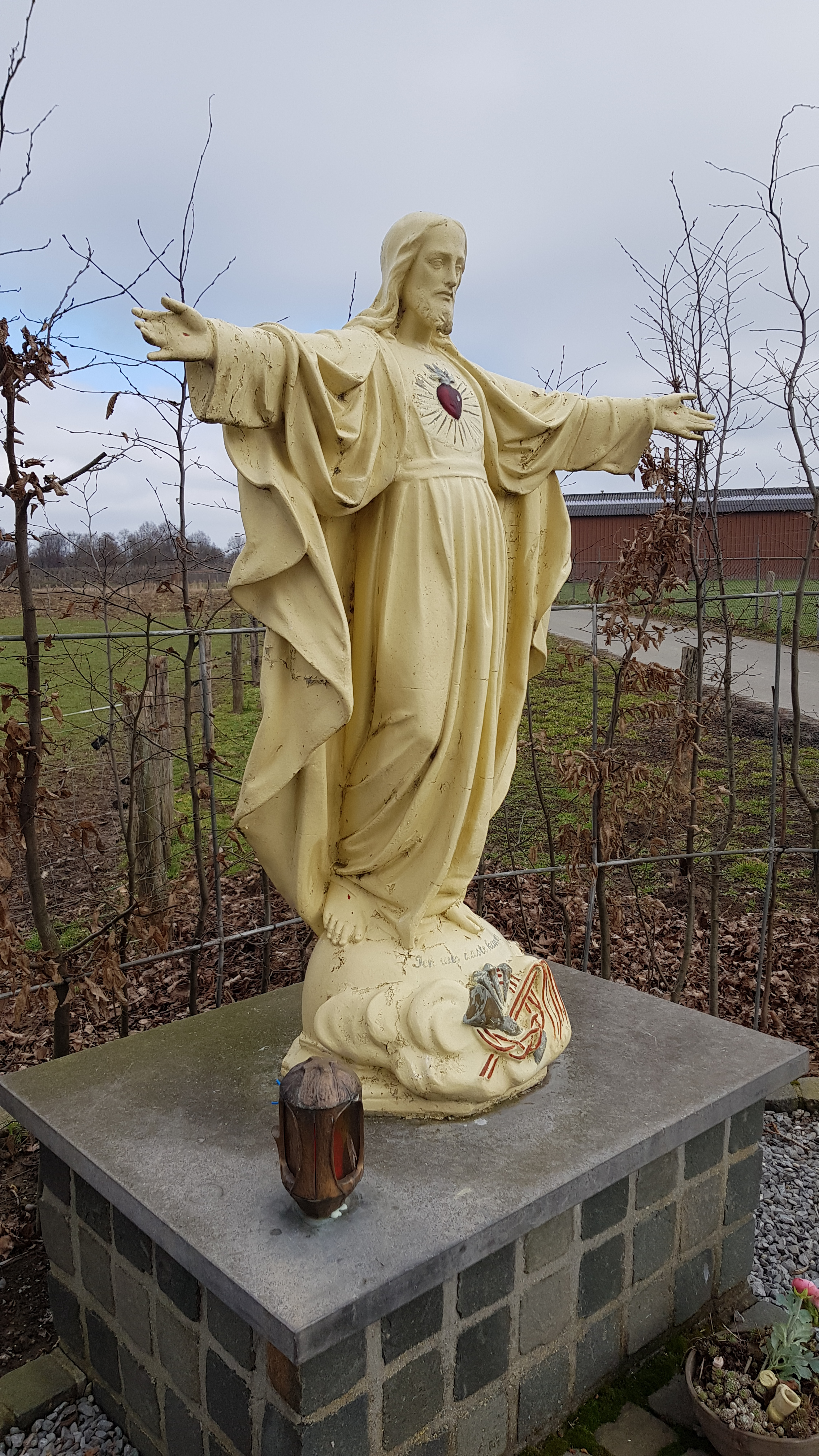
Zijaanzicht